# (468861) 2013 LU28
(468861) 2013 LU28 est un objet transneptunien classé comme centaure, découvert en 2013 avec une magnitude absolue (H) de 8,45 et donc probablement un diamètre d'environ 110 km.

## Caractéristiques physiques
(468861) 2013 LU28 est sur une orbite très elliptique et rétrograde.